# Tricholochmaea tuberculata
Tricholochmaea tuberculata är en skalbaggsart som först beskrevs av Thomas Say 1824.  Tricholochmaea tuberculata ingår i släktet Tricholochmaea och familjen bladbaggar. Inga underarter finns listade i Catalogue of Life.